# Медаль «За безупречную службу» (ПМР)
Меда́ль «За безупре́чную слу́жбу» — является одной из наград Приднестровской Молдавской Республики. Была учреждена 10 марта 1999 года указом Президента ПМР.

## Правила награждения
Медалью I, II и III степеней награждаются военнослужащие Министерства обороны Приднестровской Молдавской Республики, государственной безопасности, пограничных и  внутренних войск  безупречно прослуживших 20, 15 и 10 календарных лет соответственно.
При награждении медалью военнослужащих Вооруженных Сил Приднестровской Молдавской Республики в выслугу им засчитываются годы службы в Советской Армии, в структурах КГБ СССР и МВД СССР.

## Описание
Медаль круглая, диаметром 32 мм. На лицевой стороне изображен щит с гербом Приднестровской Молдавской Республики. На нижней части щита наложена дугообразная лента с вдавленной надписью «За безупречную службу». Вдоль края лицевой стороны медали - выпуклый ободок шириной в 1 мм. Поверхность ленты с надписью и окантовка щита гладкие, щит ребристый, поверхность медали рельефно-зернистая.
По краям оборотной стороны медали - выпуклый бортик. Посередине в три строки расположена надпись выпуклыми буквами «Приднестровская Молдавская Республика». В нижней части - лавровая ветвь из двух частей.
- Медаль I степени изготавливается из латуни. Надпись на ленте покрыта чёрной эмалью. Рельефно-зернистая поверхность медали покрыта рубиново-красной эмалью.
- Медаль II степени изготавливается из латуни. Надпись на ленте покрыта рубиново-красной эмалью.
- Медаль III степени изготавливается из медно-никелевого сплава. Надпись на ленте покрыта зеленой эмалью.

Медаль при помощи ушка и кольца соединена с пятиугольной колодкой, обтянутой шелковой муаровой лентой шириной 24 мм. Посередине ленты проходят две красные и одна зеленая полоски, символизирующие флаг Приднестровской Молдавской Республики, окаймленные узкими белыми полосками. Ширина красных полос по 3 мм, зеленой - 2 мм, белых - по 1 мм. Края ленты оливкового цвета, посередине которых проходят зеленые полоски шириной в 1 мм:
- I степени - по одной зеленой полоске;
- II степени - по две зеленых полоски на расстоянии друг от друга в 1 мм;
- III степени - по три зеленых полоски с расстоянием между собой в 1 мм.

## Правило ношения
Медаль носится на левой стороне груди и при наличии других медалей Приднестровской Молдавской Республики располагается после медали «За боевые заслуги».